# ARA La Argentina (C-3)
Лёгкий крейсер «Ла Архентина» (ARA La Argentina) — лёгкий крейсер аргентинских ВМС, строившийся как корабль для обучения кадет.

## История создания
Строительство корабля было одобрено в 1934 году, после чего был объявлен конкурс на его постройку. В 1935 году конкурс выиграла британская фирма Vickers-Armstrongs, запросившая за корабль 6 миллионов аргентинских песо.
Корабль строился в Англии на верфи в Барроу-ин-Фёрнесс. Церемония закладки прошла 11 января 1936 года, а 16 марта 1937 года корабль спустили на воду. Достроечный период затянулся до 31 января 1939 года.

## Конструкция
Конструктивно представлял собой увеличенную версию британских лёгких крейсеров типа «Аретьюза», оснащённую местами для размещения 60 кадетов.

## Служба
В феврале 1939 года крейсер покинул берега Британии и 2 марта прибыл в Ла-Плату. 12 апреля 1939 года корабль зачислили в списки аргентинского флота. Корабль успел совершить несколько учебных выходов прежде чем началась Вторая мировая война. В дальнейшем он входил в состав эскадры, обеспечивавшей нейтралитет Аргентины. После войны корабль совершил множество учебных походов. Списан в 1972 году.